# آلکساندر شاهوردیان
آلکساندر ایساهاکی شاهوردیان (ارمنی: Ալեքսանդր Իսահակի Շահվերդյան؛ ) سیاستمدار اهل ارمنستان بود که از تاریخ ۱۷ سپتامبر ۱۹۲۱ تا تاریخ ۲۳ سپتامبر ۱۹۲۲ سمت وزارت دادگستری ارمنستان را برعهده داشت.